# Gastropholis
Genre
Synonymes
- Bedriagaia Boulenger, 1916

Gastropholis est un genre de sauriens de la famille des Lacertidae.

## Répartition
Les espèces de ce genre se rencontrent en Afrique subsaharienne, dans une bande allant du Liberia au Mozambique.

## Liste des espèces
Selon The Reptile Database (22 janvier 2013) :
- Gastropholis echinata (Cope, 1862)
- Gastropholis prasina Werner, 1904
- Gastropholis tropidopholis (Boulenger, 1916)
- Gastropholis vittata Fischer, 1886

## Publication originale
- Fischer, 1886 : Herpetologische Notizen. Abhandlungen aus dem Gebiete der Naturwissenschaften, vol. 9, p. 51-67 (texte intégral).